# 奥田洋平
奥田洋平（おくだ ようへい、1975年11月22日 - ）は、日本の俳優。東京都出身。レトル所属。劇団「青年団」元団員、「サンプル」元団員。俳優の古屋隆太とのユニット・古屋と奥田としての活動も行っている。

## 出演

### テレビドラマ
- ドラマ10 美女と男子（2015年、NHK） - 劇団デウス・ケン 役
- コールドケース 〜真実の扉〜（2016年、WOWOW）
- 連続テレビ小説（NHK）
  - とと姉ちゃん（2016年） - 青柳商店職人・戸田 役
  - ひよっこ（2017年） - ラジオ工場主任・松下明 役
    - ひよっこ2（2019年3月25日 - 28日、NHK総合） - 電気屋・松下明 役[5]

  - 虎に翼（2024年） - 執事・岸田 役
- 大河ドラマ（NHK）
  - 真田丸（2016年） - 上杉家家臣・新造 役
  - おんな城主 直虎（2017年） - 徳川家家臣・伊奈 役
  - 青天を衝け（2021年） - 中川宮 役[6][7]
- 刑事バレリーノ（2016年、日本テレビ）
- 世にも奇妙な物語 '17秋の特別編「ががばば新章」（2017年10月14日、フジテレビ） - 黒田 役
- 奥様は、取り扱い注意 第3話（2017年10月18日、日本テレビ） - 相良信人 役
- 石つぶて 〜外務省機密費を暴いた捜査二課の男たち〜 第2話（2017年11月12日、WOWOW） - 山本信男 役
- 監獄のお姫さま 第5話（2017年11月14日、TBS） - 若井ふたばの父 役
- 三匹のおっさんスペシャル（2018年1月2日、テレビ東京） - 岡田 役
- 埼玉発地域ドラマ「越谷サイコー」（2018年2月28日、NHK BSプレミアム） - 奥平真智 役
- 直撃!シンソウ坂上 再現ドラマ「オウム真理教」（2018年7月12日、フジテレビ） - 捜査員 役
- 透明なゆりかご 第1回（2018年7月20日、NHK総合） - 不倫相手 役
- メゾン・ド・ポリス 第5話（2019年2月8日、TBS） ‐ 安達高史 役
- フルーツ宅配便 第5話（2019年2月9日、テレビ東京） - 矢田 役
- 名古屋行き最終列車2019 第6話（2019年2月25日、メ～テレ） - 田中 役[8]
- NHKスペシャル 詐欺の子（2019年3月23日、NHK総合） - 板倉学 役
- ボイス 110緊急指令室 第6話 - 最終話（2019年8月17日 - 9月21日、日本テレビ） ‐ 赤松秘書 役
- あおざくら 防衛大学校物語 第4話（2019年11月22日、MBS） - 高杉教官 役
- 新春3夜連続ドラマ 破天荒フェニックス（2020年1月3日 - 5日、テレビ朝日） - 山科満 役[9]
- アノニマス〜警視庁“指殺人”対策室〜 第2話（2021年2月1日、テレビ東京）
- 今ここにある危機とぼくの好感度について 第4話（2021年5月22日、NHK） - 堀田教授 役
- シェフは名探偵 第1話（2021年5月31日、テレビ東京）- 粕屋孝一 役
- WOWOWオリジナルドラマ にんげんこわい 第3話「紺屋高尾」（2022年2月20日放送予定、WOWOW）- 親方 役[10]
- センゴク～大失敗したリーダーの大逆転～（2022年3月、NHK BS4K、2022年4月以降 BSプレミアム）[11]
- 昭和歌謡ミュージカル また逢う日まで（2022年、NHK BSプレミアム・BS4K） - 磯野光太朗 役
- NHK 土曜ドラマ 空白を満たしなさい 1話 （2023年、NHK総合）- 警部補 役
- NHK 特集ドラマ アイドル（2023年、NHK総合） - 少佐 役
- 夫婦が壊れるとき 第6話 （2023年、日本テレビ） - 神崎 役
- 俺の美女化が止まらない!?（2023年、テレビ東京） - 竹崎誠 役
- WOWOW 連続ドラマW 事件（2023年、WOWOW）
- WOWOW 連続ドラマW-30 オレは死んじまったゼ!（2023年、WOWOW）
- 月刊 松坂桃李 11月号 「沖田修一監督『ダンディ・ボーイ。』特集」（2024年、WOWOW）
- 相続探偵 第6話（2025年3月1日、日本テレビ） - 福田雄介 役[12]

### 映画
- このすばらしきせかい（2006年）
- ゆかちゃんの愛した時代（2018年） - 山田ひさし 役[13]
- 半径3メートル以内の片隅で 佐島由昭監督（2019年）
- 劇場 行定勲監督（2020年）
- 本気のしるし 深田晃司監督（2020年）
- キャラクター 永井聡監督（2021年）
- ボディ・リメンバー 山科圭太監督（2021年）
- アクターズショートフィルム２ いくえにも 青柳翔監督（2022年）
- 4つの出鱈目と幽霊について（2023年）[14]
- リボルバー・リリー 行定勲監督（2023年）

### ラジオドラマ
- 青春アドベンチャー（NHK-FM）
  - 「日本のヤバい女の子」（2019年3月4日 - 8日）[15]
  - 『天涯の砦』（2025年3月10日 - 28日）[16] - 門前洋一郎 役

- FMシアター（NHK-FM）
  - 「巣ごもりな人々」（2020年6月20日）[17]
  - 『マイライフ・アズ・ア・ドッグ』（2022年1月22日）[18]

### CM
- 三井不動産リアルティ（2013年）
- 興和 キューピーコーワゴールドα- プラス
  - 「小さな女神 駅」篇（2017年）
- 新日邦
  - 「悪を食うパヤ インタビューコンビニ」篇（2017年）
- Y!mobile
  - 「時をかける少女～会議室～」篇（2018年）
- ワイジェイカード Yahoo! JAPANカード
  - 「高笑い」/「無視できない」篇（2018年）

### 舞台
- KAKUTA
  - 祭り（1997年）
  - ジャクレイ（1997年）
  - ノンセンス キャンノット（1998年）
  - でたらめ（1998年）
  - ぱんくず（1998年）
  - とまと（1998年）
  - 空のうえ（1999年）
  - ZERO ZERO（2000年）
  - ムーンライトコースター（2006年）
  - ルートビアーズ（2008年）
- 青年団
  - 国際交流プロジェクト
    - 風の向きが決まったら出かけよう（1999年）
    - ヌ・ドゥ・ネージュ/雪の結び目（2002年）
    - フェードル（2005年）

  - S高原から（1999年・2004年）
  - 雲母坂（2001年）
  - さよならだけが人生か（2001年）
  - 隣にいても一人（2003年）
  - 暗愚小傳（2003年）
  - 御前会議（2005年）
- 東京タンバリン『タンゴ』（2000年・2002年）
- 五反田団
  - びんぼう君（2000年）
  - 夢のような鬼（2000年）
  - いやむしろ忘れて草（2004年）
  - 俺の、宇宙船（2009年）
  - 五反田団怪談（2013年）
  - あの人&あの人（2017年）[19]
- LE PAESINES（2003年）
- 地点『三人姉妹』（2004年）
- 綾の鼓（2008年）
- サンプル
  - あの人の世界（2009年）
  - 通過（2009年）
  - 自慢の息子（2010年）
  - 文学盲者たち（2011年）
  - ゲヘナにて（2011年）
  - 女王の器（2012年）
  - キヲク・リバース（2012年）
  - 永い遠足（2013年）
  - 地下室（2013年）
  - シフト（2014年）
  - ファーム（2014年）
  - 蒲団と達磨（2015年）
  - ひとりずもう（2016年）
    - ひとりずもう2（2016年）[20]

  - ブリッジ～モツ宇宙へのいざない～（2017年）[21]
  - ブリッジ（2017年）[22]
- MCR
  - 神様さん（2010年）
  - 女がつらいよ（2011年）
  - 貧乏が顔に出る（2012年）
  - あんたのことなんか誰も見てない（2014年）
  - 死んだらさすがに愛しく思え（2015年・2019年[23]）
  - ガラクタ（2024年）[24]
- boku-makuhari『スリープインサイダー』（2010年）
- ハイバイ
  - ヒドミ（2012年）
  - て（2013年）
- タテヨコ企画『鈴木の行方』（2012年）
- ドリルチョコレート『24250』（2013年）
- PURGE（2015年）
- テアトロコント
  - vol.13（2016年）[25][26]
  - vol.24（2017年）[4]
  - vol.27（2018年）[27]
- 玉田企画『バカンス』（2018年）[28]
- 城山羊の会『埋める女』（2018年）[29]
- MCR 死んだら流石に愛しく思え（2019年）
- MCR Smells Like Milky Skin（2021年）
- 玉田企画 夏の砂の上 （2022年）
- 福井夏プロジェクト 絶対▽福井夏 vol.3（2022年）
- MCR 死んだら流石に愛しく思え【最終版】（2023年）

## 受賞歴
- 2011年度
  - 佐藤佐吉賞2011 最優秀主演男優賞（『女がつらいよ』）